# Amorphophallus bonaccordensis
Amorphophallus bonaccordensis är en kallaväxtart som beskrevs av M. Sivadasan och N.Mohanan. Amorphophallus bonaccordensis ingår i släktet Amorphophallus och familjen kallaväxter. Inga underarter finns listade.